# Sky lobby

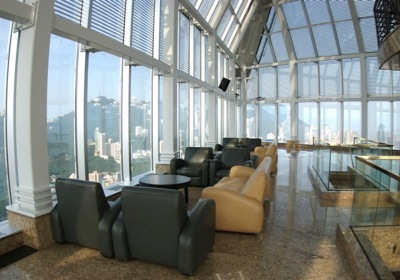
El sky lobby de Central Plaza, Hong Kong.

Un sky lobby es un piso intermedio de intercambio donde las personas pueden cambiar de un ascensor exprés que para solo en el sky lobby a un ascensor local que para en todas las plantas de una sección del edificio. Cuando se diseñan edificios muy altos, proporcionar suficientes ascensores en un problema: los pasajeros que quieren alcanzar una planta alta pueden tener que parar en un número muy grande de plantas en su camino para que entren y salgan otros pasajeros. Esto aumenta el tiempo de viaje, e indirectamente exige muchos más huecos de ascensor para permitir unos tiempos de viaje aceptables, reduciendo así la superficie disponible en todas las plantas del edificio. La otra técnica principal para aumentar el uso sin añadir más huecos de ascensor son los ascensores de doble cabina. Entre los primeros edificios que usaron un sky lobby están las Torres Gemelas del World Trade Center original y el John Hancock Center de Chicago.

## Ejemplos

### John Hancock Center

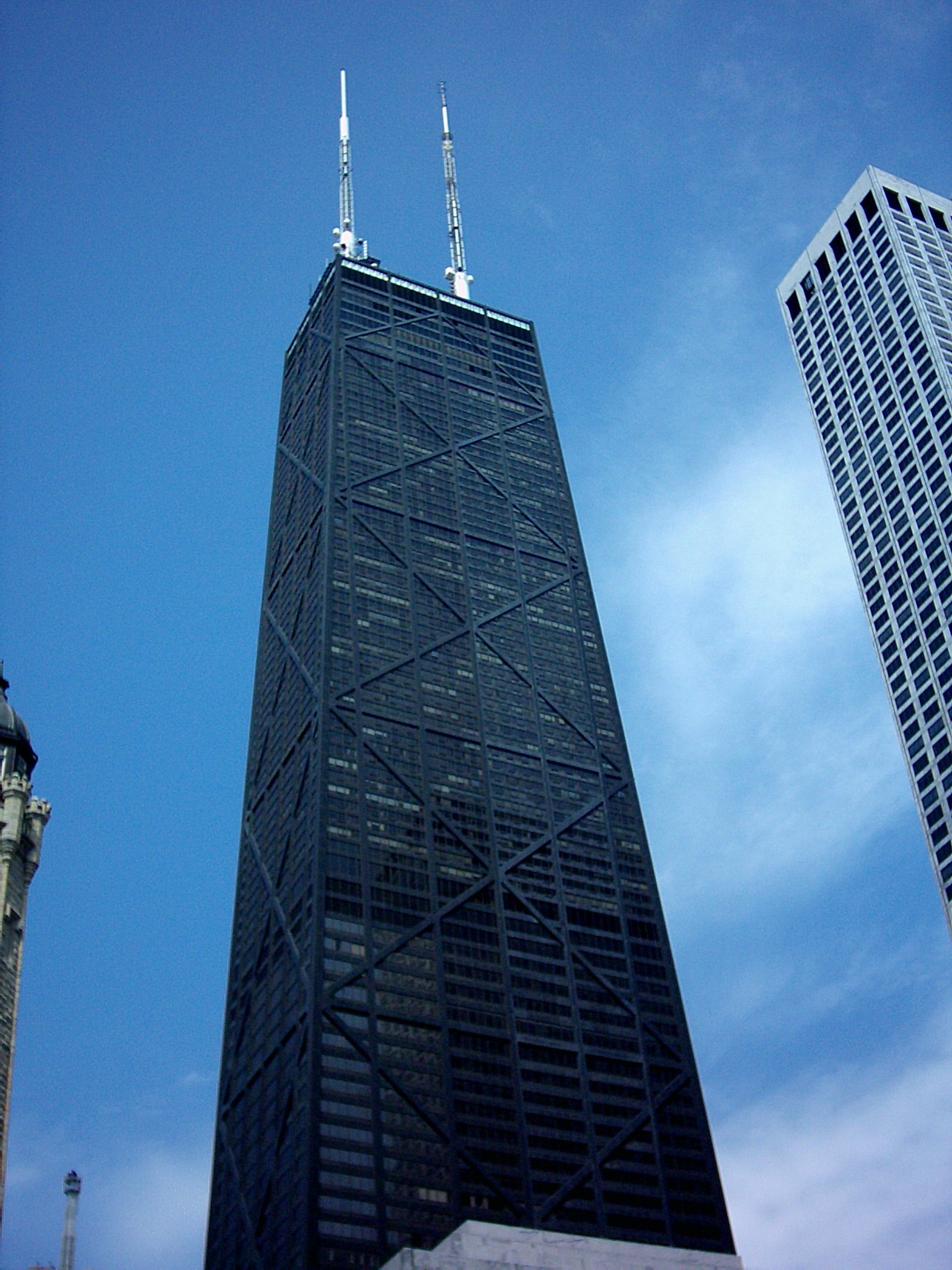
El John Hancock Center de Chicago.

El sky lobby del John Hancock Center, situado en la planta 44, sirve solo la parte residencial del edificio, que ocupa las plantas 45–92. Tres ascensores exprés suben desde el vestíbulo residencial en la planta baja hasta la planta 44, y dos de ellos paran también en la planta principal del aparcamiento (la 6). En la planta 44, los residentes se transfieren a dos grupos de tres ascensores. Un grupo sirve las plantas 45–65 y el otro las 65–92. Aunque los seis ascensores paran en la planta 65, esta planta tiene prácticamente la misma distribución que las plantas residenciales inmediatamente encima y debajo de ella. No es un sky lobby porque los residentes también pueden subir a ascensores con destino a plantas más altas en la planta 44. Las plantas superiores a la 92 están servidas por ascensores directos de pasajeros desde la planta baja, por un ascensor de emergencias desde la planta baja, y por dos ascensores de carga que discurren desde la planta 44 hasta la 98.
El sky lobby de la planta 44 del Hancock contiene una piscina, un gimnasio, una lavandería, una tienda de conveniencia, unos setecientos buzones, dos salas de fiesta, una zona de descanso con vistas del lago Míchigan, una pequeña biblioteca, una sala de basura (donde se vacían las tolvas de basura), oficinas para los administradores del condominio, y un colegio electoral para los residentes durante las elecciones.

### One World Trade Center
One World Trade Center es el rascacielos más alto de Nueva York. Al igual que los edificios originales del World Trade Center a los que sustituyó, tiene un sky lobby para equilibrar las cargas y la comodidad de las personas que usan los ascensores. El sky lobby se sitúa en la planta 64, y sirve a todos los pasajeros que quieren viajar del vestíbulo de la planta baja hasta la planta 95. Cada conjunto de aproximadamente cinco o seis plantas es servido por un grupo de ascensores. Los ascensores desde la planta baja hasta el sky lobby de la planta 64 son los más rápidos del hemisferio occidental, y viajan a la misma velocidad que los cinco ascensores usados para el One World Observatory, que transporta a los visitantes a la planta 102 en menos de un minuto.

## Edificios consky lobbies

El World Trade Center original, diseñado por Minoru Yamasaki, usaba sky lobbies, situados en las plantas 44 y 78 de ambas torres.

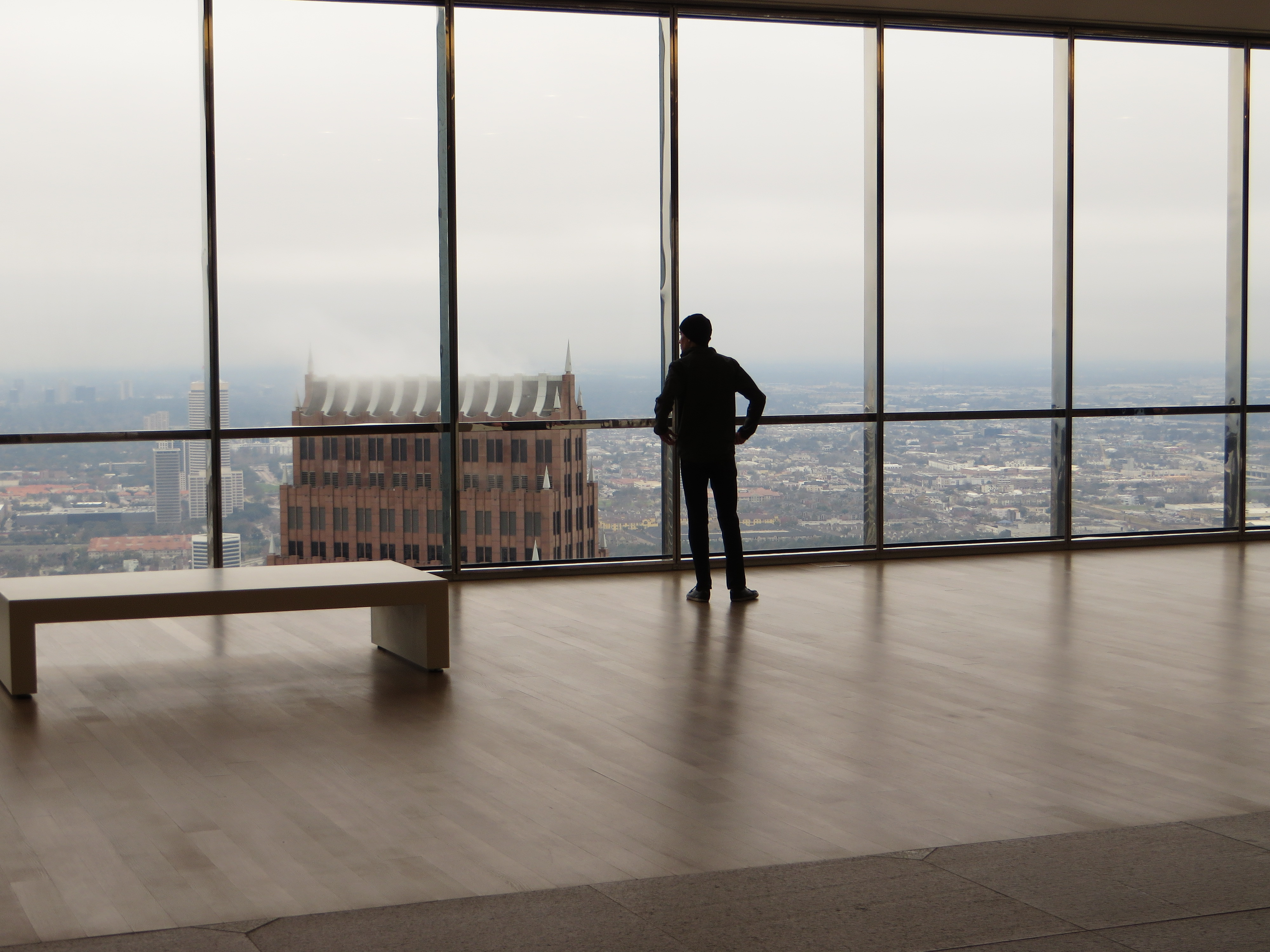
Vista desde el sky lobby de la JPMorgan Chase Tower de Houston.

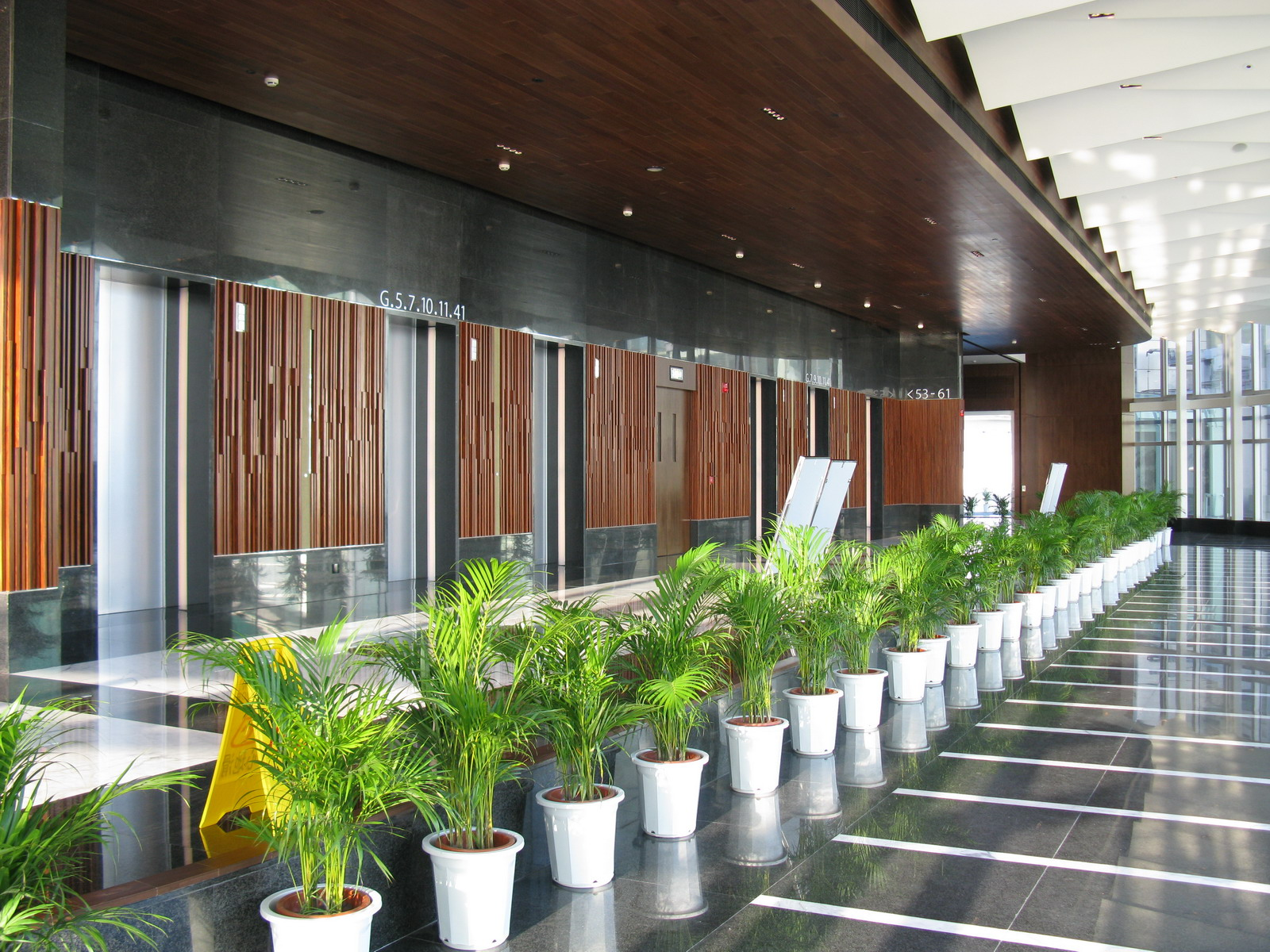
El sky lobby de la Nina Tower I.

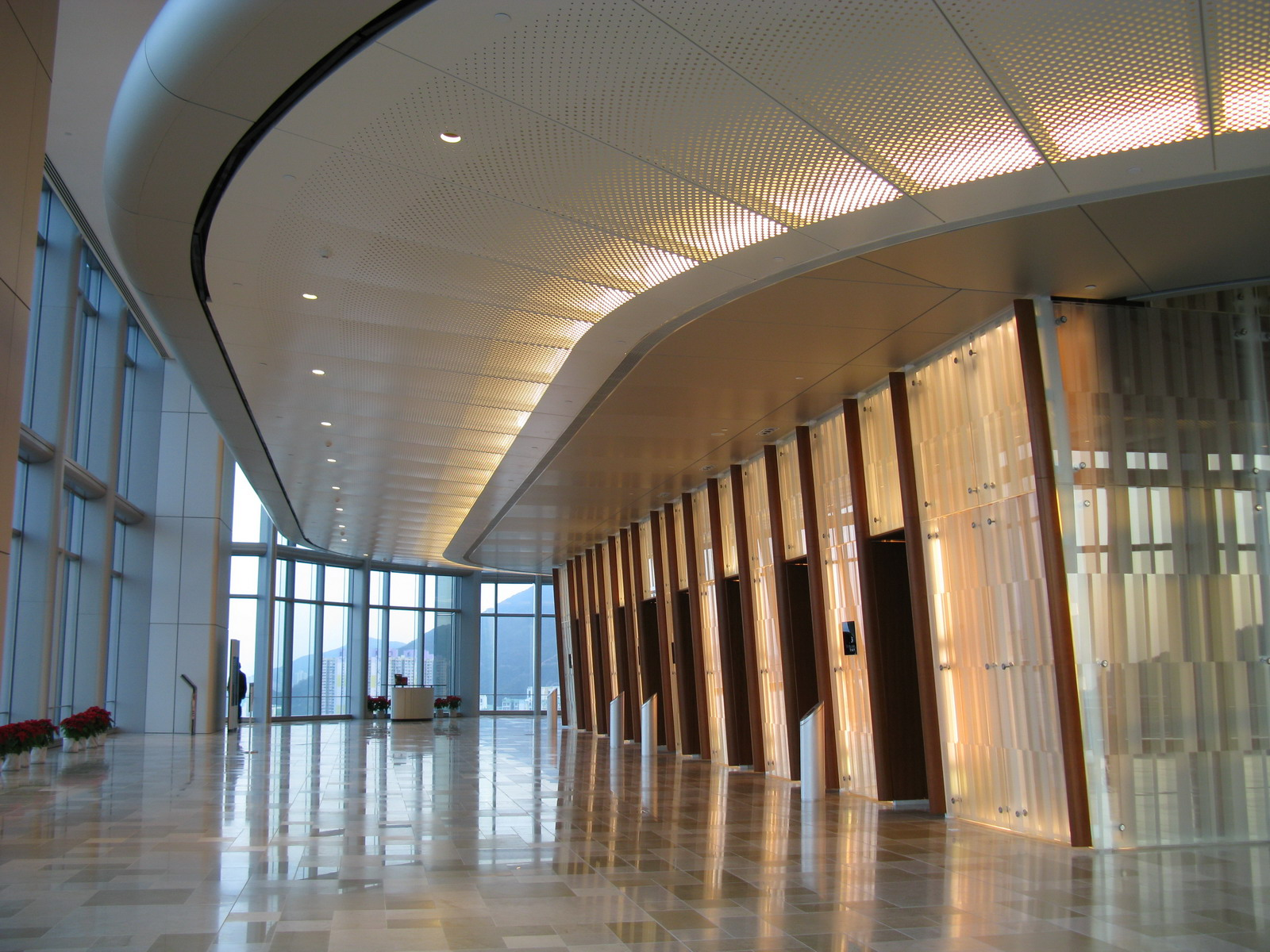
El sky lobby de la planta 37 de One Island East.

| Nombre                           | Año  | Ubicación                                | Plantas de sky lobby(s)                                      |
| -------------------------------- | ---- | ---------------------------------------- | ------------------------------------------------------------ |
| John Hancock Center              | 1969 | Chicago, Illinois, Estados Unidos        | 44                                                           |
| One World Trade Center           | 1972 | Nueva York, Nueva York, Estados Unidos   | 44, 78                                                       |
| Two World Trade Center           | 1973 | Nueva York, Nueva York, Estados Unidos   | 44, 78                                                       |
| Torre Willis                     | 1973 | Chicago, Illinois, Estados Unidos        | 33/34, 66/67                                                 |
| Tower 42                         | 1980 | Londres, Reino Unido                     | 23/24                                                        |
| JPMorgan Chase Tower             | 1982 | Houston, Texas, Estados Unidos           | 60                                                           |
| Wells Fargo Plaza                | 1983 | Houston, Texas, Estados Unidos           | 34/35, 58/59                                                 |
| Williams Tower                   | 1983 | Houston, Texas, Estados Unidos           | 51                                                           |
| Columbia Center                  | 1985 | Seattle, Washington, Estados Unidos      | 40                                                           |
| Miami Tower                      | 1987 | Miami, Florida, Estados Unidos           | 11                                                           |
| Seattle Municipal Tower          | 1990 | Seattle, Washington, Estados Unidos      | 40                                                           |
| Torres Petronas                  | 1999 | Kuala Lumpur, Malasia                    | 41/42                                                        |
| Izumi Garden Tower               | 2002 | Tokio, Japón                             | –                                                            |
| Taipei 101                       | 2004 | Taipéi, Taiwán                           | 35/36, 59/60                                                 |
| Shin Kong Life Tower             | 1993 | Taipéi, Taiwán                           | 16                                                           |
| Revenue Tower                    | 1990 | Wan Chai, Hong Kong                      | –                                                            |
| Immigration Tower                | 1990 | Wan Chai, Hong Kong                      | –                                                            |
| Central Plaza                    | 1992 | Wan Chai, Hong Kong                      | –                                                            |
| The Center                       | 1998 | Central, Hong Kong                       | 42                                                           |
| Two International Finance Centre | 2003 | Central, Hong Kong                       | 33, 35, 55, 56                                               |
| Bloomberg Tower                  | 2004 | Nueva York, Nueva York, Estados Unidos   | 6, 20                                                        |
| Nina Tower I                     | 2006 | Tsuen Wan, Nuevos Territorios, Hong Kong | 41                                                           |
| One Island East                  | 2005 | Quarry Bay, Hong Kong                    | 36,37                                                        |
| The Bow                          | 2007 | Calgary, Alberta, Canadá                 | 18, 36, 58                                                   |
| Torre Espacio                    | 2007 | Madrid, España                           | 18, 33                                                       |
| Shanghai World Financial Center  | 2008 | Shanghái, China                          | 28/29, 52/53                                                 |
| Burj Khalifa                     | 2010 | Dubái, Emiratos Árabes Unidos            | 43, 76, 123                                                  |
| 200 West Street                  | 2009 | Nueva York, Nueva York, Estados Unidos   | 11                                                           |
| International Commerce Centre    | 2010 | Central, Hong Kong                       | 48/49, 88, 98/99                                             |
| Jeddah Tower                     | 2020 | Jeddah, Arabia Saudita                   | 42/43, 75/76, 125/126                                        |
| One World Trade Center           | 2014 | Nueva York, Nueva York, Estados Unidos   | 64                                                           |
| Australia 108                    | 2019 | Melbourne, Australia                     | 83, 84                                                       |
| Wilshire Grand Tower             | 2017 | Los Ángeles, California, Estados Unidos  | 70                                                           |
| Shanghai Tower                   | 2015 | Shanghái, China                          | 22/23, 37/38, 52/53, 68/69, 101                              |
| Wuhan Greenland Center           | 2018 | Wuhan, China                             | 25/26, 49/50, 70, 116/117                                    |
| Tokyo Sky Tree                   | 2012 | Tokio, Japón                             | 4 (350 m)                                                    |
| Wisma 46                         | 1996 | Yakarta, Indonesia                       | 46                                                           |
| UOB Plaza Tower One              | 1995 | Singapur, Singapur                       | 37–38                                                        |
| Abraj Al Bait                    | 2012 | La Meca, Arabia Saudita                  | M2 (vestíbulo del hotel), M4 (vestíbulo de los apartamentos) |